# Szukanie skarbu
Szukanie skarbu – rodzaj gry polegającej na odnajdywaniu ukrytych przedmiotów lub miejsc.

## Rodzaje gier
Szukanie skarbu może polegać na odszukiwaniu ukrytych miejsc lub przedmiotów na podstawie otrzymanych wcześniej informacji. Szukanie skarbu może być elementem różnych gier, zarówno gier fabularnych, jak i tych rozgrywających się w świecie rzeczywistym, wewnątrz pomieszczeń lub na zewnątrz, na przykład ogrodzie, lesie lub mieście, czego przykładem jest gra miejska.

## Gry dziecięce
Przykładem gry dziecięcej opartej na szukaniu skarbu jest wielkanocna zabawa w odszukiwanie przez dzieci czekoladowych pisanek, ukrytych wcześniej przez rodziców, popularna w Europie Północno-Zachodniej. Przykładem prostej gry opartej na szukaniu skarbu jest gra w ciepło-zimno.

## Gry dla dorosłych

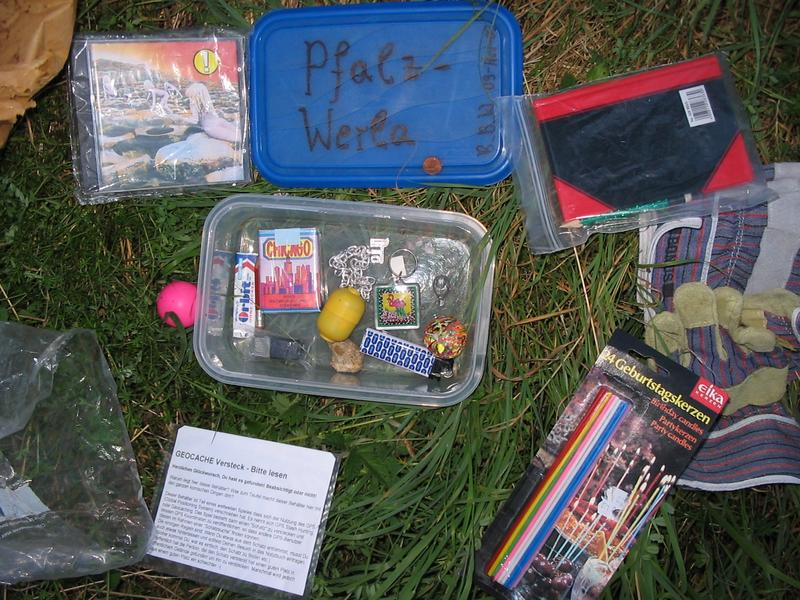
Geocaching

Za osobę, która zapoczątkowała grę w szukanie skarbu jako grę towarzyską, uchodzi Elsa Maxwell. Stają się coraz popularniejsze, podobnie jak inne zorganizowane formy rozrywki dla dorosłych, co jest przypisywane odchodzeniu od klasycznych form spędzania wolnego czasu na rzecz form oryginalnych, pozwalających w pełni wykorzystać potencjał osobowy uczestnika. Gry w szukanie skarbu mają cechy wspólne z biegiem na orientację.
Jedną z najpopularniejszych na świecie gier w poszukiwanie skarbu jest Geocaching, w której uczestnicy lokalizują pudełka z ukrytymi „skarbami” przy pomocy systemu nawigacji satelitarnej.
Ostatnimi czasy tego typu gry są także elementem imprez motywacyjnych i integracyjnych, czy tak zwanych imprez team building, przygotowywanych dla pracowników firm, a zatem stanowią pewną odmianę turystyki incentive.